# Cochlonema pygmaeum
Cochlonema pygmaeum är en svampart som beskrevs av F.R. Jones bis 1959. Cochlonema pygmaeum ingår i släktet Cochlonema och familjen Cochlonemataceae.   Inga underarter finns listade i Catalogue of Life.